# هنري الثالث ملك فرنسا

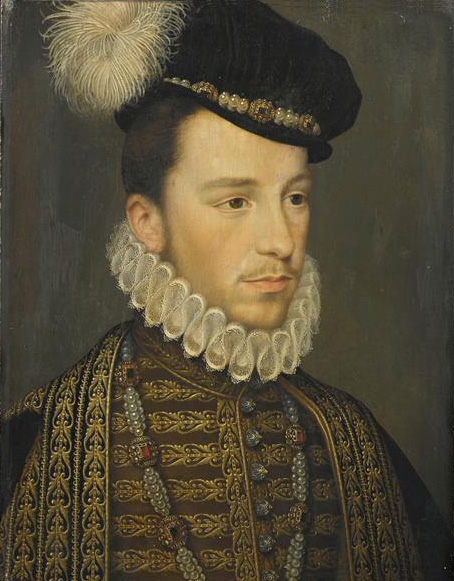
هنري الثالث

هنري الثالث (بالفرنسية: Henri III de Valois) (19 سبتمبر 1551 - 2 أغسطس 1589)، ملك لفرنسا منذ عام 1574 وحتى وفاته عام 1589، وملك بولندا ودوق ليتوانيا الأكبر منذ عام 1573 وحتى عام 1575.
بصفته الابن الرابع للملك هنري الثاني ملك فرنسا، لم يكن من المتوقع أن يرث العرش الفرنسي، وبالتالي كان مرشحًا جيدًا لعرش الكومنولث البولندي الليتواني الشاغر، وانتخِب ملكًا عام 1573. خلال فترة حكمه القصيرة، وقّع على ما عُرف بمواد الملك هنري لتصبح قانونًا، معترفًا بحق النبلاء البولنديين في انتخاب ملكهم بحرية. في سن الثانية والعشرين، تخلى هنري عن بولندا بعد أن ورث العرش الفرنسي عندما توفي شقيقه، تشارلز التاسع، دون أي مشكلة.
عانت فرنسا في ذلك الوقت من الحروب الدينية، وقوضت سلطة هنري بفعل الفصائل السياسية العنيفة التي تمولها قوى أجنبية: كالتحالف الكاثوليكي (بدعم من إسبانيا والبابا)، والهوغونوتيون البروتستانت (بدعم من إنجلترا والهولنديين)، والمالكونتنت (بقيادة شقيق هنري نفسه دوق أنجو وألنسون، وهو حزب من الأرستقراطيين الكاثوليك والبروتستانت الذين عارضوا بشكل مشترك الطموحات المطلقة للملك). كان هنري الثالث نفسه سياسيًا، وقال إن نظامًا ملكيًا قويًا ومتسامحًا دينيًا من شأنه أن ينقذ فرنسا من الانهيار.
بعد وفاة شقيق هنري الأصغر فرانسيس، دوق أنجو، وعندما أصبح واضحًا أن هنري لن ينجب وريثًا، تطورت حروب الدين إلى أزمة خلافة، وعرِفت بالحروب الثلاثة لهنري. كان الوريث الشرعي لهنري الثالث هو ابن عمه البعيد، الملك هنري الثالث ملك نافارا، وهو بروتستانتي. سعى التحالف الكاثوليكي، بقيادة هنري الأول، دوق غيس، إلى استبعاد البروتستانت من الخلافة ودافع عن شارل الكاثوليكي، كاردينال بوربون، بصفته وريث هنري الثالث.
في عام 1589 قتل جاك كليمنت، وهو متعصب كاثوليكي، هنري الثالث. خلفه ملك نافارا الذي تولى عرش فرنسا، باعتباره هنري الرابع، بعد تحويله إلى الكاثوليكية، كأول ملك فرنسي لآل بوربون.

## ملك بولندا ودوق ليتوانيا (1573-1575)
بعد وفاة الحاكم البولندي زغمونت الثاني أوغست في 7 يوليو 1572، أرسِل جان دي مونلوك بصفته مبعوثًا فرنسيًا إلى بولندا للتفاوض على انتخاب هنري لعرش بولندا في مقابل الدعم العسكري ضد روسيا، والمساعدة الدبلوماسية في التعامل مع الإمبراطورية العثمانية، والإعانات المالية.
في 16 مايو 1573 اختار النبلاء البولنديون هنري كأول ملك منتخب للكومنولث البولندي الليتواني. قاطع النبلاء الليتوانيون هذه الانتخابات، ومع ذلك، تُرك الأمر لمجلس الدوقية الليتواني لتأكيد انتخابه. انتخب الكومنولث هنري، بدلًا من مرشحي هابسبورغ، جزئيًا لإرضاء الإمبراطورية العثمانية (الحليف التقليدي لفرنسا من خلال التحالف الفرنسي العثماني) ولتعزيز التحالف البولندي العثماني الذي كان ساريًا.
ذهب وفد بولندي إلى لاروشيل للقاء هنري، الذي كان يقود حصار لاروشيل. ترك هنري الحصار عقب زيارتهم. في باريس، في 10 سبتمبر، طلب الوفد البولندي من هنري أن يقسم، في كاتدرائية نوتردام، على «احترام الحريات البولندية التقليدية وقانون الحرية الدينية الذي أقر خلال فترة خلو العرش». كشرط لانتخابه، اضطر إلى التوقيع على مواد الاتفاقية ومواد الملك هنري، وتعهد بالتسامح الديني في الكومنولث البولندي الليتواني. غضب هنري من القيود المفروضة على السلطة الملكية في ظل النظام السياسي البولندي الليتواني «الحرية الذهبية». حثت آنا ججلون، أخت الملك المتوفى مؤخرًا زغمونت الثاني أوغست، البرلمان البولندي الليتواني على انتخاب هنري على أن يتزوجها بعد ذلك.
في حفل أقيم أمام برلمان باريس في 13 سبتمبر، سلم الوفد البولندي «شهادة انتخاب عرش بولندا وليتوانيا». كما تخلى هنري عن أي مطالبات بالخلافة و«اعترف بمبدأ الانتخابات الحرة» بموجب مواد الاتفاقية ومواد الملك هنري.
لم يصل هنري إلى حدود بولندا حتى يناير 1574. في 21 فبراير توِّج هنري في كراكوف. في منتصف يونيو 1574، بعد أن علم بوفاة شقيقه تشارلز التاسع، غادر هنري بولندا وعاد إلى فرنسا. أثار غياب هنري أزمة دستورية حاول البرلمان حلها بإخطار هنري بأنه على وشك أن يفقد عرشه إذا لم يعد من فرنسا بحلول 12 مايو 1575. فشل في العودة فأعلن البرلمان شغور عرشه.
تميز عهد هنري القصير في قلعة فافلو في بولندا بصراع الثقافات بين البولنديين والفرنسيين. اندهش الملك الشاب وأتباعه من العديد من الممارسات البولندية وخاب أملهم من الفقر الريفي والمناخ القاسي في البلاد. من ناحية أخرى، تساءل البولنديون عما إذا كان جميع الفرنسيين يهتمون بمظهرهم مثل ملكهم الجديد.
أثرت الثقافة البولندية تأثيرًا إيجابيًا على فرنسا من عدة نواحي. في فافلو، تعرف الفرنسيون على التقنيات الجديدة لمرافق الصرف الصحي، حيث نُقلت القمامة (البراز) خارج جدران القلعة. عند عودته إلى فرنسا، أراد هنري أن يأمر ببناء مثل هذه المرافق في متحف اللوفر والقصور الأخرى. تضمنت الاختراعات الأخرى التي قدمها البولنديون للفرنسيين حمامًا به ماء بارد وساخن منظم، بالإضافة إلى شوك طعام.
في عام 1578 أنشأ هنري وسام الروح القدس للاحتفال بذكرى تتويجه كأول ملك لبولندا ولاحقًا ملكًا لفرنسا في عيد العنصرة وأعطاه الأسبقية على وسام القديس ميخائيل الذي فقد الكثير من هيبته الأصلية جراء منحه مرارًا وتكرارًا. احتفظ الوسام بمكانته باعتباره وسام الفروسية الأول لفرنسا حتى نهاية النظام الملكي الفرنسي.

## حكم فرنسا (1575-1589)
توج هنري ملكًا على فرنسا في 13 فبراير 1575 في كاتدرائية ريمس. كان من المتوقع أن ينجب وريثًا بعد أن تزوج لويز من لورين، البالغة من العمر 21 عامًا، في 14 فبراير 1575، لكن زواجهما لم يثمر.
في عام 1576 وقع هنري مرسوم بوليو، الذي منح العديد من الامتيازات للهوغونوتيين. أدى عمله إلى تشكيل الناشط الكاثوليكي هنري الأول، دوق غيس، للتحالف الكاثوليكي. بعد الكثير من المواقف والمفاوضات، اضطر هنري إلى إلغاء معظم التنازلات التي قُدمت للبروتستانت في المرسوم.
في عام 1584 توفي الأخ الأصغر للملك ووريثه المفترض فرانسيس دوق أنجو. بموجب القانون السالي، كان الوريث التالي للعرش البروتستانتي هنري من نافارا، وهو سليل لويس التاسع (سانت لويس). وبضغط من دوق غيس، أصدر هنري الثالث مرسومًا بقمع البروتستانتية وإلغاء حق هنري من نافارا في العرش.
في 12 مايو 1588 عندما دخل دوق غيس باريس، اندلعت انتفاضة عفوية باسم يوم المتاريس لمناصرة الكاثوليك. فر هنري الثالث من المدينة.
وبعد هزيمة الأرمادا الإسبانية في ذلك الصيف، تضاءل خوف الملك من الدعم الإسباني للتحالف الكاثوليكي. وبناء على ذلك، دعا دوق غيس، في 23 ديسمبر 1588، في قصر شاتو دي بلوة، إلى قاعة المجلس حيث انتظر بالفعل شقيق الدوق لويس الثاني، كاردينال غيس. قيل للدوق أن الملك يرغب في رؤيته في الغرفة الخاصة المجاورة لغرفة النوم الملكية. هناك، قتل الحرس الملكي الدوق، ثم الكاردينال. وللتأكد من عدم وجود أي منافس على العرش الفرنسي يمكنه التصرف ضده، فقد سجن الملك ابن الدوق.
كان دوق غيس يتمتع بشعبية كبيرة في فرنسا، وانقلب المواطنون ضد هنري بسبب جرائم القتل. اتخذ البرلمان اتهامات جنائية ضد الملك، الذي اضطر إلى توحيد قواه مع وريثه البروتستانتي هنري من نافارا، من خلال إنشاء برلمان تورز.

### العلاقات الخارجية
في عهد هنري، عينت فرنسا أول قنصل لفرنسا في المغرب وهو غيوم بيرار. جاء الطلب من الأمير المغربي عبد الملك، الذي أنقذه بيرار، وهو طبيب ممارس، أثناء تفشي وباء في القسطنطينية، ورغب في الإبقاء على بيرار في خدمته.
شجع هنري الثالث استكشاف وتطوير مناطق العالم الجديد. في عام 1588 منح جاك نويل، ابن شقيق جاك كارتييه، امتيازات في الصيد وتجارة الفراء والتعدين في فرنسا الجديدة.

## الأشقاء
- فرانسوا الثانى، ملك فرنسا (19 كانون الثاني 1544م - 5 كانون الأول 1560م).
- إليزابيث، ملكة إسبانيا (2 نيسان 1545م - 3 تشرين الأول 1568م)
- كلود، قرين دوقة لورين (12 تشرين الثاني 1547م - 21 شباط 1575م).
- لويس، دوق أورلينس (3 شباط 1549م - 24 تشرين الأول 1549م). مات في الطفولة.
- شارل التاسع، ملك فرنسا (27 حزيران 1550 - 30 أيار، 1574).
- مارجريت، زوجة ملك فرنسا ونفار (14 أيار 1553م - 27 آذار 1615م).
- فرانوسا، دوق أنجو (18 آذار 1555م - 19 حزيران 1584م).
- فكتوريا (24 حزيران 1556م - 24 كانون الثاني 1556م)
- جون (24 حزيران 1556م - آب 1556م). مات في الطفولة.

## شبابه
في شبابه كان يعتبر من أفضل أبناء كاثرين ميديسي وهنري الثاني. على عكس أبيه وأشقاءه الأكبر منه، لم يكترث هنري كثيرا بالتقاليد القديمة التي تتعلق بالصيد والتمارين (على الرغم من براعته في المبارزة)، ولكن في المقابل كان له اهتمام بالفنون والقراءة - هذه الميول قد اكتسبها من أمه الإيطالية.
كما أظهر أيضا، في مرحلة معينة في شبابه، ميل نحو البروتستانتية كوسائل للثورة - في سن التاسعة، أطلق على نفسه الهوجونت الصغير، رفض حضور القداس، غنى المزامير البروتستانتية لشقيقته مارجوت (محاولة منه لجعلها تغير دينها)، كما كسر أنف تمثال القديس بول.

## روابط خارجية
- هنري الثالث ملك فرنسا على موقع الموسوعة البريطانية (الإنجليزية)
- هنري الثالث ملك فرنسا على موقع إن إن دي بي (الإنجليزية)